# Claudio Leonardi

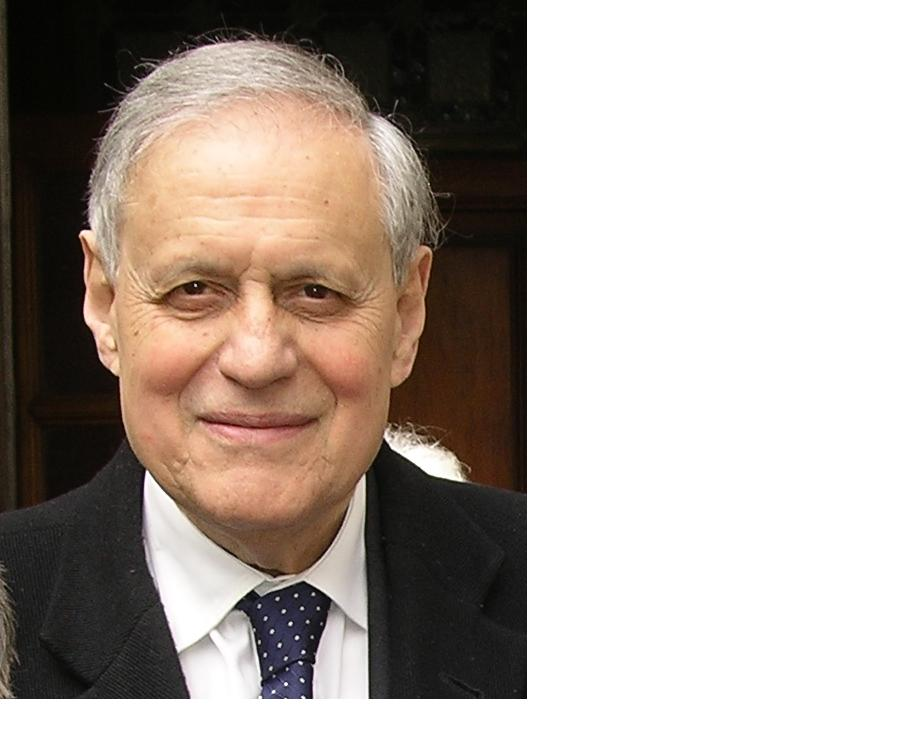
Claudio Leonardi

Claudio Leonardi (* 17. April 1926 in Borgo Sacco, Gemeinde Rovereto; † 21. Mai 2010 in Florenz) war ein italienischer Mediävist und Latinist mit Fachgebiet Lateinische Literatur des Mittelalters.

## Leben
Leonardi wurde in Sach, einer Frazione von Rovereto, geboren und studierte an der Universität Mailand bei Ezio Franceschini und an der Universität Fribourg bei Gianfranco Contini.
Von 1960 bis 1969 war Leonardi Skriptor für lateinische Handschriften an der Vatikanischen Bibliothek.
1968 begann seine Laufbahn als Professor für mittelalterliche lateinische Literatur, die ihn über die Universitäten Lecce, Perugia und Siena schließlich an die Universität Florenz führte, wo er die Società Internazionale per lo studio del medioevo latino (SISMEL) gründete. Später wurde er Direktor der Fondazione Ezio Franceschini und der Edizioni del Galluzzo, des Verlags von SISMEL. Er war Mitglied der Accademia Nazionale dei Lincei und seit 1988 der British Academy. Leonardi verstarb im Alter von 84 Jahren in Florenz.

## Auszeichnung
- 2001: Rudolf-Meimberg-Preis